# 雷吉·金
雷金纳德·比丁斯·金（英語：Reginald Biddings King，1957年2月14日—），美国NBA联盟前职业篮球运动员。他在1979年的NBA选秀中第1轮第18顺位被堪萨斯城国王选中。